# Antonio Maria Cadolini
Antonio Maria Cadolini C.R.S.P. (10 de julio de 1771 - 1 de agosto de 1851) fue un cardenal de la Iglesia católica.

## Biografía
Nació el 10 de julio de 1771. Fue ordenado sacerdote en 1794. El 19 de abril de 1822 fue nombrado obispo de Cesena por el papa Pío VII y recibió su consagración episcopal tres días después.
En 1838, Cadolini fue nombrado obispo de Ancona. El 19 de junio de 1843, el papa Gregorio XVI lo nombró cardenal con el título de San Clemente en el colegio cardenalicio. Cadolini participó en el cónclave de 1846 tras la muerte de Gregorio XVI. Falleció el 1 de agosto de 1851.